# Ara (rivière)
Pour les articles homonymes, voir Ara.
L'Ara est une  rivière pyrénéenne du nord est de l'Espagne, dans la province de Huesca, et un sous-affluent de l'Èbre par la Cinca.

## Géographie
L'Ara prend sa source dans la vallée de Bujaruelo, sur les flancs du massif du Vignemale, versant sud des Pyrénées, pour rejoindre 70 km plus loin la Cinca à Aínsa-Sobrarbe, avec un dénivelé de 2 092 m (de 2 620 m à 528 m) et une pente moyenne de 3 %.
L'Ara est la seule rivière de quelque importance, en Espagne, qui n'est pas endiguée par l'homme sur les 70 km de sa longueur.
Ses principaux affluents sont les rivières Otal, Arazas (Vallée d'Ordesa), Sorrosal, Chate, Forcos, Guarga, Sieste et Ena.
La vallée de l'Ara est un bon exemple de vallée glaciaire sur sa première moitié, bien que fortement érodée par les cours d'eau depuis la disparition des glaciers.
Son bassin fait partie de celui de la Cinca, lui-même inclus dans celui du Sègre, et finalement de l'Èbre.